# Cuenca del Acre
La cuenca del Acre es una cuenca sedimentaria en el noroeste de Brasil que toma nombre del río Acre. La cuenca ocupa un área aproximada de 40.000 km2. Al oeste limita con la falla Divisor, una falla inversa. Hacia el este el arco del Envira marca su límite y su separación de la cuenca del Solimões. Hacia el noroeste la cuenca del Acre converge con la cuenca del Marañón. La cuenca del Acre se posicona como un tipo de cuenca intermedia entre cuencas intracratónicas y cuencas de antepaís.
Entre las formaciones sedimentarias que la cuenca alberga se encuentran las formaciones Formosa, Cruzeiro do Sul, Apuí, Juruá-Mirim, Rio do Moura, Solimões e Içá.
El basamento bajo la cuenca compone de gneises y migmatitas del Mesoproterozoico que en partes están intruídas por granitos. En la parte norte de la cuenca los estratos pre-Cretácicos están intruidos por rocas conocidas como Sienito República.
Las primeras exploraciones petroleras en la cuenca fueron llevadas a cabo en la década de 1930.